# Hemingford (Nebraska)
Hemingford je selo u američkoj saveznoj državi Nebraska. Prema popisu stanovništva iz 2010. u njemu je živjelo 803 stanovnika.